# Полицейско насилие
Полицейско насилие е умишлена употреба на прекомерна сила от полицай, която обикновено е физическа, а понякога във вид на вербални атаки и психологическо сплашване.
Полицейското насилие е широко разпространено в редица държави, дори и в такива, които го осъждат. Полицейското насилие е една от формите на полицейски злоупотреби, към които се причисляват също: фалшив арест, сплашване, расово профилиране, политическа репресия, неправомерно наблюдение, сексуално насилие и полицейска корупция.
В последните години, полицейското насилие често се разпалва при световните конференции, когато протестиращите виждат възможност да оспорят законността на някои световни организации, като СТО, Световната банка, МВФ, Г-7 или международни икономически структури, като НАФТА. Усилията за контрол на тълпата включват употреба на несмъртоносни силови средства, като: сълзотворен газ, гумени куршуми, електрошокови устройства или полицейски кучета.
Пример за разкрито и осъдено полицейско насилие в САЩ е делото срещу Джон Бърдж.